# جيمس بوير براون
جيمس بوير براون (بالإنجليزية: James Boyer Brown)‏ هو أكاديمي أسترالي، ولد في 7 أكتوبر 1919، وتوفي في 31 أكتوبر 2009.